# Incilius campbelli
Espèce
Synonymes
- Bufo campbelli Mendelson, 1994

Statut de conservation UICN

 NT  : Quasi menacé
Incilius campbelli est une espèce d'amphibiens de la famille des Bufonidae.

## Répartition

Distribution

Cette espèce se rencontre entre 100 et 1 080 m d'altitude :
- dans le nord du Chiapas et dans le sud du  Veracruz au Mexique ;
- dans le Nord et à l'Est du Guatemala ;
- dans les Monts Maya au Belize ;
- dans le département d'Atlántida au Honduras.

## Description
Incilius campbelli mesure de 49,6 à 68,0 mm.

## Étymologie
Cette espèce est nommée en l'honneur de Jonathan Atwood Campbell.

## Publication originale
- Mendelson, 1994 : A new species of toad (Anura: Bufonidae) from the lowlands of eastern Guatemala. Occasional Papers of the Museum of Natural History, University of Kansas, no 166, p. 1-21 (texte intégral).